# Как (журнал)
Как (записывается [кАк) ) — российский журнал о графическом дизайне, печатное неакадемическое периодическое издание в России. Был основан в 1996 году студией «ДизайнДепо». В 1997 году вышел первый номер. Первые 5 лет выпускался два-три раза в месяц. С 2002 года выходит ежеквартально. Объём каждого номера — примерно 100—150 полос, 220×280 мм. Главным редактором с самого первого номера неизменно является Пётр Банков.
На страницах журнала рассказывается об отечественных и зарубежных дизайнерах, о типографике, иллюстрировании; каждый номер выбирается какая-либо тема, которая освещается подробно: дизайн упаковки, дизайн книг, журнальных обложек, промышленный дизайн. Журнал подробно иллюстрируется работами дизайнеров. Совместно с иностранными дизайн-студиями выпускаются номера, посвящённые особенностям зарубежного дизайна (швейцарский, японский, американский, французский, индийский, иранский, хорватский).
Журнал также является соорганизатором проходящей раз в два года выставки графического дизайна «Золотая пчела».
Последний номер журнала #64-65 «Дизайн-вход» вышел в 2013 году.